# 竹中彰元

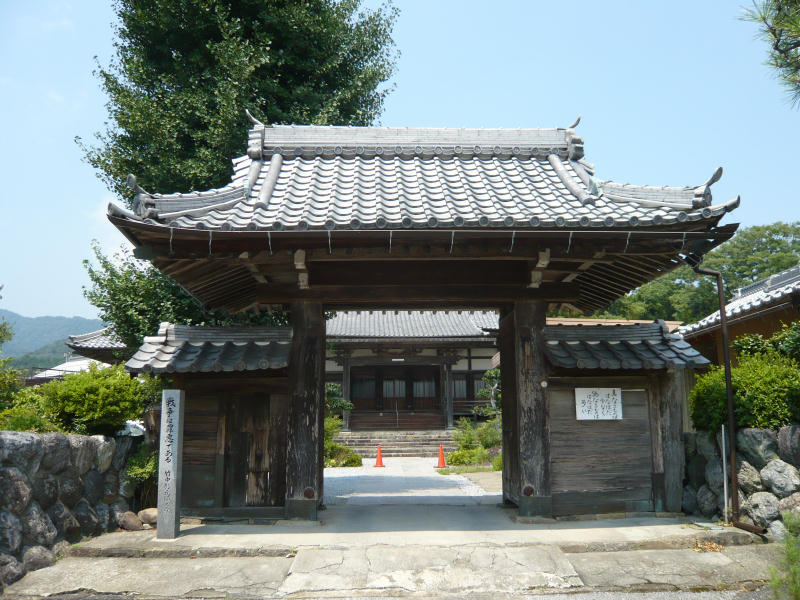
彰元（慈元）が生まれた明泉寺の山門。

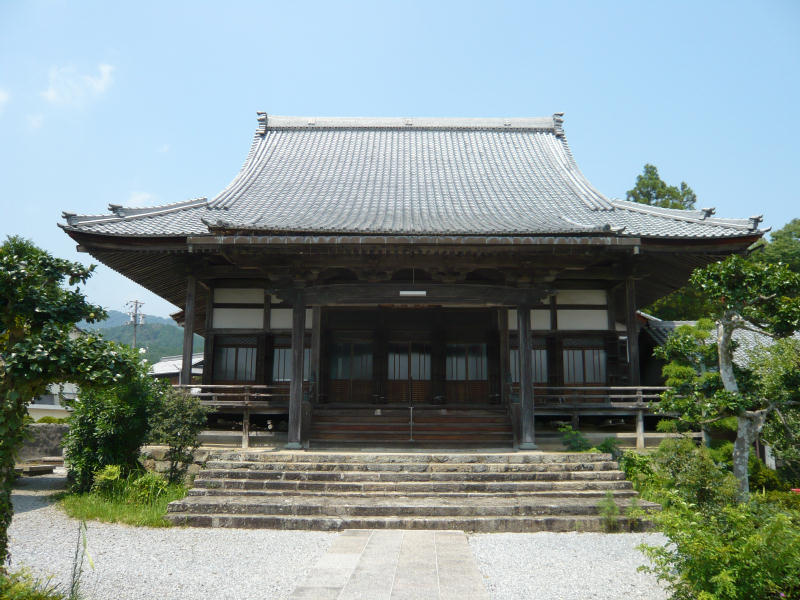
明泉寺の本堂。

竹中 彰元（たけなか しょうげん、慶應3年10月3日〈1867年10月29日〉 - 1945年（昭和20年）10月21日）は日本の僧。真宗大谷派（本山・東本願寺、京都市下京区）に属する、美濃国岩手村（現在の岐阜県垂井町）の明泉寺の寺族として生まれた。出生名は竹中 慈元であった。

## 生涯

### 宗門人として
1876年（明治9年）に数え9歳にして得度し、僧侶となった。以後、生まれた明泉寺の住職を務めた。1891年（明治24年）10月1日に井上円了が開いた哲学館（現在の東洋大学）に入学したが、半年後には中退している。1893年（明治26年）に大谷派の学階「擬得業」を授けられ、1895年（明治28年）に京都真宗大学専科（現在の大谷大学）に入学した。慈元の在学中の1896年（明治29年）には清沢満之、今川覚神、月見覚了、稲葉昌丸、清川円誠、井上豊中ら、東本願寺宗門内部の改進を目指した「白川党」の六人の僧侶に呼応した学生による同盟休校（ストライキ）が発生し、多田鼎、暁烏敏、佐々木月樵ら清沢満之から近代教学を学んだ学生らが参加しているが、慈元はこの運動には参加せず、以後も真宗近代教学からは距離を置いた伝統教学（江戸教学）の僧侶として活動した。卒業後、1898年（明治31年）に「学師補」、1904年（明治37年）に「学師」の学階を本山から授けられた。また、1901年（明治34年）には再び哲学館（現在の東洋大学）に入学するも、再び半年で除籍となった。しかしながら哲学館学長の井上円了は1905年（明治38年）3月に、慈元に対して第三回哲学館称号を授与し、この措置によって慈元は中退者でありながらも、哲学館卒業資格を認められたのであった。
1904年（明治37年）から1905年（明治38年）にかけての日露戦争の際には、本山の布教使として東京市浅草区の浅草別院浅草本願寺に勤めた。日露戦争後、1909年（明治42年）に「権僧都」の学階を授けられた。
1917年（大正6年）には、出生寺院の明泉寺の寺格が「二等別助音地」に昇格し、同1917年12月22日に、第二十三代東本願寺法主、彰如から「彰」の字を下付され、出生名の慈元から彰元に改名した。その後も1923年（大正12年）に「稟授一級」、1927年（昭和2年）に「親授三級」、1932年（昭和7年）に「親授二級」を授けられ、着実に布教使としての階級を上げた。

### 反戦言動

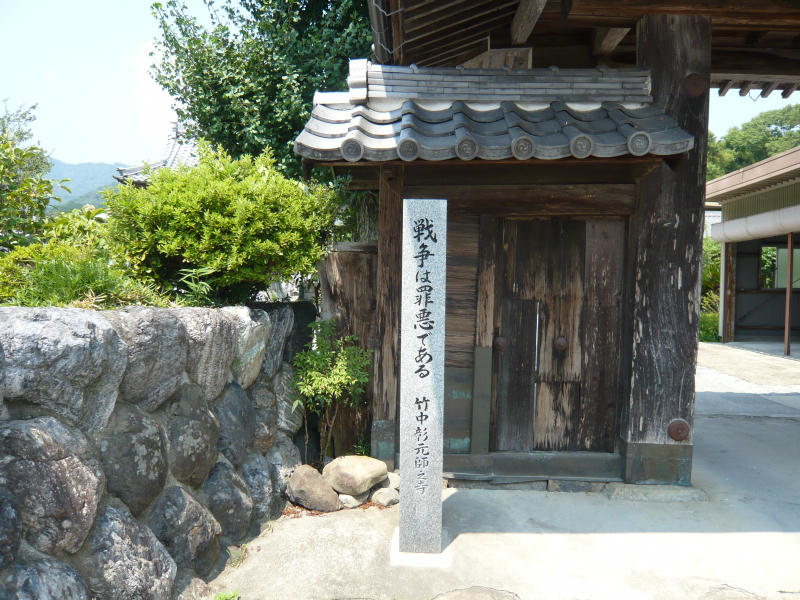
明泉寺山門脇、「戦争は罪悪である」の碑。1937年（昭和12年）10月10日の一僧侶としてのこの発言によって、彰元はそれまで真宗大谷派（東本願寺）布教使として築き上げてきた僧侶としての地位を喪い、東本願寺本山がそのことを彰元に謝罪したのは実に70年後の2007年（平成19年）であった。

以上のように、彰元は生まれてからその半生を通して真宗大谷派（東本願寺）の宗門人として順調に経歴を重ねた模範的な僧侶であった。しかしながら、1931年（昭和6年）の満洲事変勃発後、軍国化する世相の中で、真宗大谷派が1936年（昭和11年）10月に真宗聖典『御伝鈔』の一部の削除を決定し、また、第二十四代東本願寺法主闡如がそれまでの神祇不拝の伝統を破って同1936年12月2日に明治神宮を、12月4日に靖国神社を、翌1937年（昭和12年）1月8日に伊勢神宮を参拝したことなど、国策追従のために浄土真宗の教義を捻じ曲げていたことが、彰元の心境に変化を及ぼしていたのではないかと大東仁は推測している。
1937年（昭和12年）7月7日に盧溝橋事件が勃発し、処理に当たった近衛文麿首相が中華民国への軍事介入を決め、この日中戦争の全面開戦に際して、真宗大谷派は盧溝橋事件勃発翌日の7月8日に早くも開教師伊藤勝隆に「北支事変支那駐屯軍従軍布教」を命じ、政府が7月12日に正式に大谷派に協力を要請する以前から既に、率先して中国との戦争に協力する態度を示していた。
竹中彰元は事変勃発後、1937年9月15日に出身地の岩手村の在郷軍人に対して戦争を批判する旨を述べてその反戦姿勢を村民から「痛罵難詰」され、更にこの言動で村民から非難された後も、翌10月10日に近隣の仏教寺院で僧侶6人に対して「戦争は最大な罪悪だ」と述べた。この10月10日の反戦言動を聞いた僧侶が翌10月11日に岩手村役場に通報し、この通報がきっかけとなって10月26日に彰元は逮捕され、10月31日に9月15日の発言と10月10日の発言が陸軍刑法第99条（造言飛語罪）に抵触するとして岐阜地方裁判所に送致された。
翌1938年（昭和13年）3月12日に岐阜地方裁判所は竹中彰元に対し、禁固4ヵ月の実刑判決を下し、この判決に彰元が控訴したため、4月27日に名古屋控訴院は禁固4ヵ月、執行猶予3年に刑を軽減する判決を下した。なお、この判決には1940年（昭和15年）2月11日に皇紀2600年を記念して恩赦が認められ、禁固2ヵ月20日、執行猶予3年に刑を減免されている。
彰元が属していた真宗大谷派は1938年（昭和13年）4月27日の名古屋控訴院による判決後、特別黜罰により「軽停班3年」の処分を下して僧侶の位を最低に落とし、また、彰元の布教使資格を剥奪した。なお、大谷派は1940年（昭和15年）5月18日に軽停班処分を満期とする処分の減免を実施し、1941年（昭和16年）4月17日に彰元の布教使資格を復活している。同時期に彰元が処罰された陸軍刑法よりも重い治安維持法で検挙された浄土宗の林霊法や日蓮宗の大隈実山、細井宥司が、浄土宗や日蓮宗から教団としての処分を受けていないことに比べると、真宗大谷派による竹中彰元への処分は他宗派よりも重いものであった。

### 死去
竹中彰元は日本の第二次世界大戦敗戦直後、1945年（昭和20年）10月21日に77歳で死去した。死後、1948年頃に浄土宗の反戦僧林霊法が彰元が住職を勤めていた明泉寺を弔問に訪れている。

## 戦後の評価
戦後長らく彰元の存在は忘れ去られ、1977年に真宗大谷派が教学研究所編集の『近代大谷派年表』で彰元の名を出した際も、彰元は「大谷派」ではなく、「諸宗教」に分類されていた程であった。
愛知県一宮市の円光寺住職・大東仁が記した論文「仏教者の戦時下抵抗」により竹中の名誉回復運動が始まった。1990年（平成2年）4月に真宗大谷派名古屋別院で開催された『平和展』で彰元の反戦発言が展示され、以後2002年（平成14年）から真宗大谷派岐阜別院の『平和展』でも彰元の事績が展示され、名古屋別院、岐阜別院の影響を受けて2004年（平成16年）より京都の東本願寺本山でも『非戦・平和展』でも彰元の事績が展示されるようになった。また、岐阜市平和資料室は2002年（平成14年）の開館当初から彰元を展示している。
2007年（平成19年）10月19日に、真宗大谷派主催の「復権顕彰大会」が明泉寺にて開催され、熊谷宗恵宗務総長が謝罪、同宗派の処分を取り消す「宗派声明」が出され、処分から70年目に名誉回復を果たした。

## 脚註
1. 1 2  大東(2009:11)
2. ↑  大東(2009:16)
3. ↑  大東(2009:13)
4. 1 2  大東(2009:20-22)
5. ↑  教学研究所(2008:51-63)
6. ↑  大東(2009:24-27)
7. ↑  大東(2009:27)
8. ↑  大東(2009:33-34)
9. ↑  大東(2009:34-36)
10. ↑  大東(2009:39)
11. ↑  大東(2009:42)
12. ↑  大東(2009:43)
13. ↑  大東(2009:44-45,47-48)
14. ↑  大東(2009:51-57)
15. ↑  大東(2009:57-59)
16. ↑  大東(2009:64-67
17. ↑  大東(2009:67-69)
18. ↑  大東(2009:83-85)
19. ↑  大東(2009:86-87)
20. ↑  大東(2009:87)
21. ↑  大東(2009:92-93)
22. ↑  大東(2009:94-96)
23. ↑  大東(2009:90,95-101)
24. ↑  大東(2009:113-114)
25. ↑  大東(2009:114-116)
26. ↑  大東(2009:119)
27. ↑  大東(2009:119-120)
28. ↑  大東(2009:121)